# Ломово (Калининградская область)
Ломово (до 1946 — Пусперн (нем. Puspern)) — посёлок в Гусевском городском округе Калининградской области.

## Власть
В 1947—2008 годах административно относился к Брянскому сельскому округу, позже упразднённому. С 2008 года входит в состав Калининского сельского поселения.

## Население
| 1910 | 1933 | 1939 | 2002 | 2010 |
| ---- | ---- | ---- | ---- | ---- |
| 469  | ↘440 | ↗441 | ↘182 | ↗190 |

## История
До 1946 года назывался Пусперн.